# Немецкая оккупация Албании
Албанское королевство (алб. Mbretnija Shqiptare, нем. Königreich Albanien) — официальное название Албании в период её оккупации Германией во время Второй мировой войны. Немецкая оккупация пришла 8 сентября 1943 года на смену итальянской и продлилась вплоть до 29 ноября 1944 года, когда немецкие войска отступили с территории Албании.

## Предыстория
В 1939 году Албанское королевство было оккупировано Италией и присоединено к ней в рамках «личной унии». Хотя король Зогу I, до последнего надеясь решить дело миром, так и не объявил Италии войны, нашлись военные, оказавшие сопротивление оккупантам (например, отряд майора Абаза Купи оказал вооружённое сопротивление итальянцам в момент высадки, а затем укрылся в родных местах около Круи). Многие региональные вожди, не примирившись с потерей независимости, стали выжидать удобного момента для начала вооружённой борьбы.
По мере расширения Второй мировой войны в Албании, как и в других оккупированных странах, начали происходить стихийные акции протеста и акты противодействия оккупантам. Образовались партизанские четы. Усиление сопротивления народа беспокоило оккупантов и марионеточные власти. Пытаясь склонить народ на свою сторону, ставший 3 декабря 1941 года премьер-министром марионеточного правительства Мустафа Мерлика-Круя играл на национальных чувствах албанского народа, не смирившегося с решением великих держав после балканских войн 1912—1913 года о передаче территорий с албанским населением соседним славянским странам. Он прославлял итальянских оккупантов, якобы защитивших народ от произвола Зогу и от славянской опасности. Мерлика-Круя провёл мобилизацию молодёжи в албанскую армию и жандармерию, которые должны были со временем заменить итальянскую милицию и карабинеров, а пока бороться против как албанских, так и славянских коммунистических партизан на территории довоенных Албании и Югославии (часть последней была включена в итальянскую оккупационную зону).
Разные люди разными путями приходили к осознанию необходимости участвовать в антифашистском освободительном движении. У них были разные представления о будущем страны после освобождения, но в тот момент их объединяло желание изгнать оккупантов. Получило распространение понятие «честные, или подлинные националисты» — ими считались все те, кто боролся с оружием в руках против захватчиков и марионеточного правительства. Расширение базы движения сопротивления способствовало формированию общенационального координирующего и руководящего центра.
16 сентября 1942 года в деревне Большая Пеза состоялась конференция, в которой приняли участие делегаты, «представлявшие все тенденции албанского национализма, коммунистической партии, националистической молодежи, коммунистической и женской народной молодежи». Принятая по итогам работы конференция призывала:
- бороться за свободную, неделимую, независимую и демократическую Албанию
- крепить основу боевого союза албанского народа путём вооружённой борьбы против захватчиков и предателей
- сплотить все патриотические силы страны в единый национально-освободительный фронт (НОФ) независимо от классовой принадлежности, политических и религиозных убеждений.

Конференция определила своё отношение к косовской проблеме: делегаты осудили попытки итальянских оккупантов и их марионеток из правительства Круи представить включение части Косова в состав итальянской оккупационной зоны в качестве освобождения от сербского господства. Было принято решение о создании национально-освободительных советов, которым в ходе борьбы предстояло преобразоваться в органы народной власти; чётко определялись их функции в оккупированных и освобождённых районах. Несмотря на развернувшуюся дискуссию, делегаты так и не смогли договориться о единой символике НОФ.
Важным итогом работы конференции стало избрание коллегиального органа — Генерального национально-освободительного совета. В нём четыре места получили националисты (Абаз Купи, Баба Файя Мартанеши, Мюслим Пеза, Хаджи Леши) и три — коммунисты (Энвер Ходжа, Юмер Дишница, Мустафа Гиниши); в июне 1943 года в Албанию вернулся коммунист Сейфула Малешова, также включённый в состав Генсовета.
Расширение социальной базы движения сопротивления вызвало формирование и включение в борьбу альтернативных освободительных организаций, самой крупной из которых стал «Балли Комбетар» («Национальный фронт»), созданный в 1942 году (если в качестве названия НОФ использовалось интернациональное латинизированное написание (алб. Fronti nacional), то для «Балли Комбетар» — национальное албанское (алб. Balli Kombëtar)). «Балли Комбетар» создавался как некоммунистическое национальное антифашистское движение, возглавил его известный политик Мидхат Фрашери. «Балли Комбетар» заявил о себе как о демократической организации, которая должна объединить всех албанских патриотов и бороться за свободу народа. По примеру НОФ создавались баллистские советы, и бывали случаи, когда в одной деревне существовали и взаимодействовали структуры обеих организаций. Простые люди, которые никогда прежде не принимали участия в политической жизни, не видели особой разницы между НОФ и «Балли», поэтому охотно вступали в ряды последнего, если в его пользу высказывались деревенские старейшины или другие авторитетные граждане.
В декабре 1942 года освободительная борьба албанского народа была официально признана державами антифашистской коалиции. Успехи Народно-освободительной армии Югославии, освободившей к концу 1942 года пятую часть территории страны, и Национально-освободительного фронта Греции, а также Освободительной армии Греции оказали влияние на подъём освободительного движения в Албании, начала налаживаться координация действий между партизанами Албании, Греции и Югославии.
Летом 1943 года начались личные контакты между руководителями НОФ и «Балли Комбетар» с предложениями объединить усилия и по возможности выработать формулу организационного объединения. 1-2 августа 1943 года в деревне Мукье между Тираной и Круей состоялась встреча делегаций двух движений, на которой был создан Временный комитет спасения Албании из 12 человек (по 6 представителей от каждой стороны). Перевес в нём принадлежал националистам, так как три делегата НОФ также были националистами.
Окончательное формирование Комитета спасения Албании должно было произойти 8 августа. Однако перед этим Ю. Дишница получил письмо Э. Ходжи от 6 августа, в котором тот в директивном порядке предписывал дезавуировать принятые в Мукье решения, так как «баллисты не воюют, а только делают вид. Никто из них ружья в руках не держал, да и не собирается». 8 августа ЦК Коммунистической партии Албании издал распоряжение, запрещающее распространение прокламации о создании Комитета национального спасения и о его планах. Непосредственной причиной смены курса компартии Албании в отношении националистов стало давление представителей компартии Югославии на Э. Ходжу: к тому времени в самой Югославии четническое движение Д. Михайловича встретило самое резкое осуждение со стороны компартии ввиду его сотрудничества с итальянскими и немецкими оккупантами, поэтому аналогичная (не контролируемая коммунистами) албанская организация неизбежно вызывала такое же к себе отношение. Югославские советники при ЦК КПА не могли согласиться и с тем, что албанские националисты фактически навязали коммунистам своё понимание национально-освободительной борьбы как завоевание албанцами Югославии права на воссоединение с исторической родиной.
Денонсация результатов соглашения в Мукье дало единовременный моральный перевес «Балли Комбетар». Возлагая на НОФ вину за несостоявшееся объединение, лидеры националистов смогли сохранить влияние в массах. Ответ баллистам прозвучал в резолюции спешно собранной конференции НОФ. Проиграв политически, прокоммунистическое движение сопротивления стало набирать очки в военной области. Следуя югославскому опыту, генштаб НОФ приступил к формированию собственных вооружённых сил.
Растерянность, которая охватила командование и рядовой состав итальянских оккупационных войск после поражения под Сталинградом и успехов Союзников в Италии, позволили партизанам значительно расширить освобождённые территории и ускорить формирование частей и соединений Народно-освободительной армии. Однако наряду с сообщениями об успешных операциях, проведённых партизанами против захватчиков, всё чаще стали встречаться отчёты о стычках с баллистами.

## Капитуляция Италии и замена итальянской оккупации немецкой
В июле-августе 1943 года верховное командование вермахта приступило к реорганизации оккупационной системы на Балканах: повышалась роль марионеточных правительств в подавлении движения Сопротивления.
Подписание Италией 8 сентября 1943 года акта о безоговорочной капитуляции, а затем объявление ею войны Германии означали конец итальянской оккупации. 270 тысяч итальянских солдат, находившихся в Далмации, Черногории и Албании, по условиям акта о капитуляции должны были сложить оружие, однако генерал Далмаццо отдал приказ сдаваться только немецким войскам. Это указание выполнила вся итальянская 9-я армия за исключением 16 тысяч человек, большая часть которых сдалась партизанам, а меньшая, дислоцированная на юге, стала пробираться к Адриатике и к Ионическому морю в районе Саранды. Полторы тысячи итальянцев вступили в ряды албанской партизанской армии; наибольшую известность получил батальон в составе 1-й ударной бригады, названный именем основателя итальянской компартии Антонио Грамши.
Немцы, вошедшие в Албанию незадолго до капитуляции Италии, объявили, что намерены восстановить суверенитет Албании, попранный итальянцами. Игры в восстановление независимости начались с отмены «личной унии» 1939 года и создание Комитета по провозглашению независимости Албании. По инициативе комитета было созвано некое подобие учредительного собрания, которое избрало регентский совет во главе с видным деятелем национального движения Мехди Фрашери, не скомпрометировавшим себя сотрудничеством с итальянцами.
Премьер-министром прогерманского марионеточного правительства 4 ноября 1943 года стал богатый косовский помещик Реджеп Митровица. Он опирался на поддержку вооружённых отрядов Северной Албании и Косово. Самыми влиятельными членами кабинета Митровицы стали министр внутренних дел Джафер Дева и министр экономики Аго Агай (ранее оба возглавляли коллаборационистскую администрацию одного из косовских районов). Дева командовал крупными полицейскими соединениями, ядро которых составляли лично преданные ему косовары.
Был введён режим чрезвычайного положения и объявлено, что за каждого убитого или раненого германского военного будет повешено без суда и следствия 10 албанцев.
Правительство Митровицы объявило о создании на севере страны в районе Шкодры «добровольческих священных батальонов как орудия сопротивления коммунистам и другим врагам». В их главе стояли субсидируемые властями «священные офицеры», то есть патриархальные вожди, старейшины родовых кланов.

## Осень 1943 и зима 1943—1944 годов
Тем временем НОФ превратился в хорошо организованную военно-политическую силу, которая едва ли не единственная вела вооружённую борьбу против оккупантов, а «Балли Комбетар» напротив устранился от борьбы, оправдываясь тем, что не желает провоцировать оккупантов. В одной из листовок «Балли Комбетар» осени 1943 года говорилось:
Находившийся в Албании сотрудник британской миссии связи майор Энтони Куэйл писал в Лондон:
Не надо думать, что «Балли Комбетар» — это партия, организованная наподобие НОФ. Это — собрание отдельных недисциплинированных личностей, которых объединяет ненависть к коммунизму, анархии и терроризму, а также страх перед тем, что может случиться в Албании после того, как партизаны распространят свои идеи на всю страну.
Поздней осенью из Генсовета НОФ вышел Абаз Купи. Он выразил протест в связи с тем, что в новом составе президиума Генсовета получили большинство мест, и 21 ноября 1943 года на собрании своих единомышленников-монархистов объявил о разрыве с коммунистами и об образовании партии Легалитети («Законность»), ставившей своей целью реставрацию режима Ахмета Зогу. Генсовет НОФ на чрезвычайном заседании 7 декабря исключил А. Купи из своих рядов и квалифицировал его организацию как политическую группу, образованную на началах компромисса с внутренней реакцией. Всем организациям НОФ предписывалось развернуть решительную борьбу против её вождей и лозунгов.
В начале сентября 1943 года в Черногории 2-й ударный корпус НОАЮ под командованием генерала Пеко Дапчевича освободил часть района Васоевичи и стал развивать наступление в направлении албанской столицы. Неожиданно появившиеся отряды албанских байрактаров и части регулярной немецкой армии остановили партизан, а затем оттеснили их на исходные позиции. ЦК КПЮ обратился в ЦК КПА со специальной просьбой послать «одну крупную единицу албанской армии на территорию Плав и Гусинье. Она могла бы быть противопоставлена албанским шовинистам, которые сейчас открыто служат немцам». Э. Ходжа ответил согласием, и сообщил, что шкодринский батальон под командованием Садыка Бектеши уже направлен в Черногорию.
В Македонии в начале сентября отряд Хаджи Леши освободил город Дебар, поднял над ним албанский флаг и установил власть национально-освободительного совета. Находившийся в Албании делегат югославского верховного штаба С. Вукманович-Темпо направил Энверу Ходже два письма с протестом против «великоалбанских шовинистических действий» Хаджи Леши. Ходжа не стал отвечать Темпо, а в письме к Леши одобрил его действия и дал следующую инструкцию:
Вопрос о границах не упоминать хотя бы сейчас. Не говорить, будет ли Дибра югославской или албанской… В этом районе господствуют албанские реакционеры. Если албанские партизаны покинут город, то македонцы не смогут удержать его в своих руках. Главное — освобождение, а вопрос о государственной принадлежности этих территорий будет решён особо.
Сложилась деликатная ситуация. Темпо писал Тито, что освободительное движение в албанских районах Югославии могло бы значительно выиграть, если им руководили бы НОФ и КПА, «но в этом случае мы повредили бы себе в глазах сербского народа». Аналогично, только с противоположных позиций, считал и Энвер Ходжа: «почему мы не установили в Дибре македонскую власть — могу ответить: если бы мы так поступили, наш народ нас бы не понял, так как он и без того считает нас продавшимися славянам».
К началу зимы партизанская армия выбила оккупантов из многих городов и районов Центральной и Южной Албании. Вооружённые силы НОФ насчитывали в тот период около 20 тысяч бойцов. Но в ноябре 1943 года началось наступление гитлеровской армии в Южной и Центральной Албании. Командование вермахта ставило своей задачей обеспечение широкого коридора для прохода своих войск из Греции в Центральную Европу через Албанию и Югославию при одновременной ликвидации движения Сопротивления в этих странах, и частично ему удалось достичь своих целей. Генштаб НОА оказался надолго блокированным в горном районе Черменики к северо-востоку от Эльбасана, прервалась его связь с региональными партизанскими силами. Вместе с немцами в боевых действиях против партизан участвовали члены «Балли Комбетар», ими, в частности, был выдан немцам глава британской миссии при генштабе НОА генерал Э. Девис.
В начале января 1944 года немцы предприняли новое общее наступление против партизанских сил на юге и в центре страны. Напряжённые бои развернулись между Корчей и Бератом; несмотря на получение подкреплений из Греции, немцам так и не удалось занять Пермети.

## Освобождение Албании
Несмотря на вынужденное отступление в горы, самороспуск едва сформировавшихся воинских частей НОА, партизанам удалось не только сохранить основной боевой потенциал, но и быстро восстановить его. В начале марта 1944 года смог прорваться из блокады Генштаб НОА. Миладин Попович высказал мысль о необходимости дать народу вождя, вокруг имени которого можно было бы мобилизовать массы, взяв в качестве примера то, как в соседней Югославии создавался героический образ Тито. В Албании он предложил на эту роль Энвера Ходжу. Ряд влиятельных деятелей компартии подвергли эту идею критике: они говорили, что авторитет Тито вырос на основе его известности как военного руководителя, а Энвера в армии не знают. Было решено сначала сделать его командующим, а затем уже создавать из него всенародного лидера.
Победа советских войск под Ленинградом и Новгородом, на Буге и Днестре, выход на границу с Румынией и Чехословакией заставили германское командование приступить к выводу части войск с запада Балканского полуострова и переброске их на Восточный фронт. Албанская Национально-освободительная армия восстанавливала власть Советов, расширяла свободные зоны в Южной и в значительной части Центральной Албании. К весне 1944 года в Албании действовали четыре окружных Национально-освободительных совета, осуществлявших административные функции в освобождённых городах и деревнях префектур Гирокастры, Влёры, Берата и Корчи.
24 мая 1944 года в освобождённом городе Пермети собрался 1-й Антифашистский национально-освободительный конгресс. Конгресс принял решение об избрании Антифашистского национально-освободительного совета (АНОС) как верховного законодательного и исполнительного органа, представляющего суверенную власть албанского народа и государства, функции которого в перерывах между сессиями осуществлялась президиумом. Председателем совета стал Омер Нишани, заместителями — бекташ Баба Файя Мартанеши, коммунист Кочи Дзодзе, беспартийный Хасан Пуло, секретарями — коммунисты Кочи Ташко и Сами Бахолы. Совету предоставлялось полномочное право образовать Антифашистский национально-освободительный комитет (АНОК). АНОК обладал всеми атрибутами временного правительства. Конгресс постановил «не признавать никакого другого правительства, которое может быть сформировано внутри Албании или за её пределами против свободно выраженной воли албанского народа, представляемой только Антифашистским национально-освободительным советом». Монархический строй не ликвидировался, но и в самой декларации, и в специальном постановлении бывшему королю Зогу категорически запрещался въезд в страну.
Одним из решений АНОС стало введение в НОА воинских званий. Энверу Ходже присваивалось звание генерал-полковника, и он назначался главнокомандующим армии. Вторым генералом стал начальник генштаба Спиру Моисиу, бывший майор королевской армии, получивший теперь звание генерал-майора. Звание полковника было присвоено М. Пезе, командующему 1-й дивизией Дали Ндреу и его заместителю Мехмету Шеху.
Великобритания долго пыталась контролировать ситуацию в Албании, надеясь на возможность повторения в Албании греческого опыта ограничения влияния коммунистов во временных органах власти. 23 мая 1944 года в британском парламенте выступил заместитель премьер-министра Клемент Эттли, высказавший уверенность, что возможно объединение НОФ, «Легалитети» и «Балли Комбетар». Однако все попытки уговорить Абаза Купи вернуться к сотрудничеству с НОФ окончились неудачей. Когда стало ясно, что поддержка реакционных вождей может лишь подорвать престиж Великобритании, было принято решение сделать ставку на завоевание авторитета среди руководства НОФ. Когда летом 1944 года немецкие войска начали серию наступательных операций против партизан, части НОА получил поддержку с воздуха от британской авиации, базировавшейся около Бари.
В сентябре 1944 года начался отвод немецких войск из южной Греции. Их основной путь пролегал через Албанию. Командование британских войск потребовало у генштаба НОА разрешения высадить десант на побережье Ионического моря в районе Саранды, чтобы принять участие в освобождении города и таким образом создать видимость совместной борьбы против оккупантов. Генштаб согласился, но поставил в качестве условия отвод войск сразу же после завершения операции, что и было выполнено. Британцам не удалось легализовать своё присутствие в Албании.
К осени 1944 года в Албании действовали 24 бригады НОА, которые наносили ощутимые удары по отступающим немецким войскам и открыто вставшим под их командование отрядам националистов. Особую сложность представляло положение в горных районах севера, где ещё со времён турецкого господства имелись анклавы, отрицавшие любую центральную власть, если она не обеспечивала им определённый уровень автономии. Деликатным вопросом также являлось привлечение частей НОА к борьбе против албанских коллаборационистов на территории Югославии (без помощи НОА конфликт грозил перерасти в межнациональный — славяне против албанцев), в том числе косовской дивизии СС «Скандербег».
Начальник штаба 1-го ударного корпуса НОА Дали Ндреу и политкомиссар Хюсни Капо в октябре 1944 года обратились от имени НОФ с прокламацией «К народу Косово»:
Большая часть народа Косово, гнусно обманутая пропагандой немецких захватчиков, поставила себя на службу германской армии, вступила в ряды предателей и боролась с оружием в руках против национально-освободительных югославской и албанской армий. Косовские банды обрушились на албанское население Южной Албании, безжалостно жгли, грабили, убивали, насильничали. И сегодня, когда всем стало ясно, что Германия стоит на пороге капитуляции, а национально-освободительные войска Тито и Энвера выступают за свободу народов, значительная часть косоваров продолжает бороться в рядах немцев и предателей против этих войск.
20 октября 1944 года на 2-м собрании АНОС произошло преобразование Антифашистского национально-освободительного комитета во Временное демократическое правительство. Была более чётко определена структура органов власти и утверждено административное деление страны. Собрание приняло закон о выборах в Национально-освободительные советы. Временное правительство обнародовало свою программу, ближайшей задачей которой ставилось полное освобождение страны.
17 ноября 1944 года была освобождена Тирана. 29 ноября немецкие войска и их албанские приспешники покинули Шкодру — последний опорный пункт в Северной Албании. Несколько бригад Национально-освободительной армии совместно с частями НОАЮ приняли участие в освобождение Черногории.